# Anne Frankplantsoen

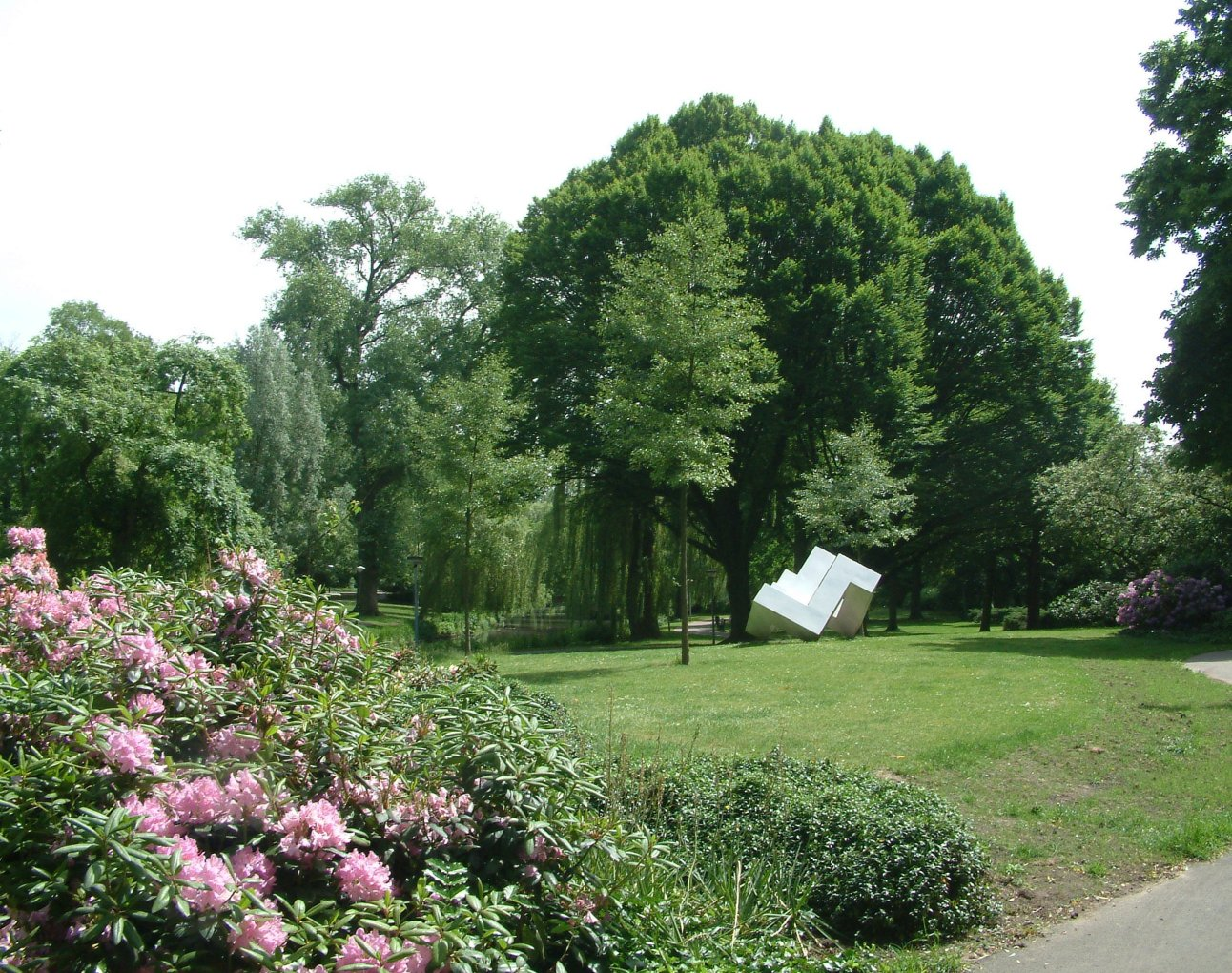
Het Anne Frankplantsoen

Het Anne Frankplantsoen is een plantsoen gelegen in Eindhoven, stadsdeel Eindhoven Centrum. Het plantsoen is vernoemd naar Anne Frank.
Het Anne Frank plantsoen ligt in het centrum van Eindhoven. Het is een plantsoen met exotische bomen langs de Dommel. Het plantsoen ligt naast het Lex en Edo Hornemannplantsoen, waar het Gebroeders Hornemannmonument staat. De gebroeders Hornemann waren net als Anne Frank Joodse slachtoffers van de Tweede Wereldoorlog.

## Anne Frankmonument
Het Anne Frank monument is ontworpen door Theo van Brunschot in 1990. Het monument is van Vanga-graniet en brons gemaakt. Het is in opdracht van de gemeente Eindhoven gemaakt en werd op 4 mei 1990 onthuld.  Het monument heeft een bronzen plaquette met de afbeelding van Anne Frank en draagt de tekst: “Anne Frank Plantsoen ter nagedachtenis aan de 304 joodse mannen, vrouwen en kinderen uit Eindhoven die zijn vervolgd en omgebracht in de jaren 1940 - 1945.” Volgens joods gebruik kan men in het kommetje van de kleine zuil een steen achterlaten.

## Affaire Fons Spooren
Het Anne Frankplantsoen heeft landelijk bekendheid verworven toen in 2003 toenmalig commercieel directeur van PSV, Fons Spooren, werd opgepakt vanwege onzedelijke handelingen met minderjarige jongens. De strafbare feiten hadden zich voornamelijk in het Anne Frankplantsoen afgespeeld.

## Foto's

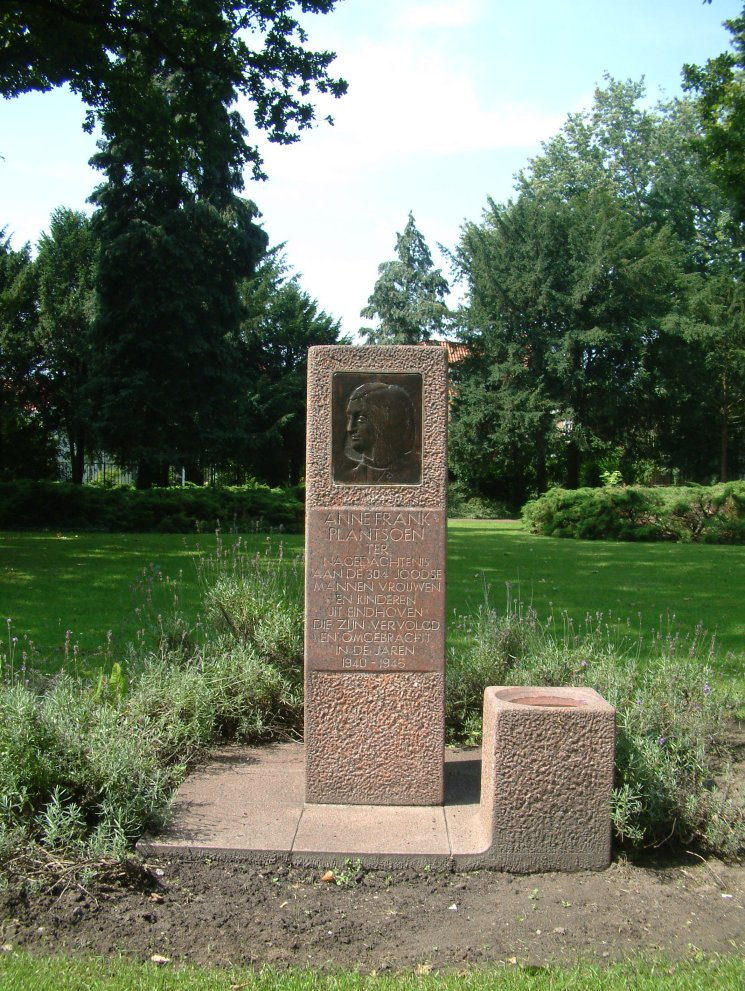
Het Anne Frankmonument
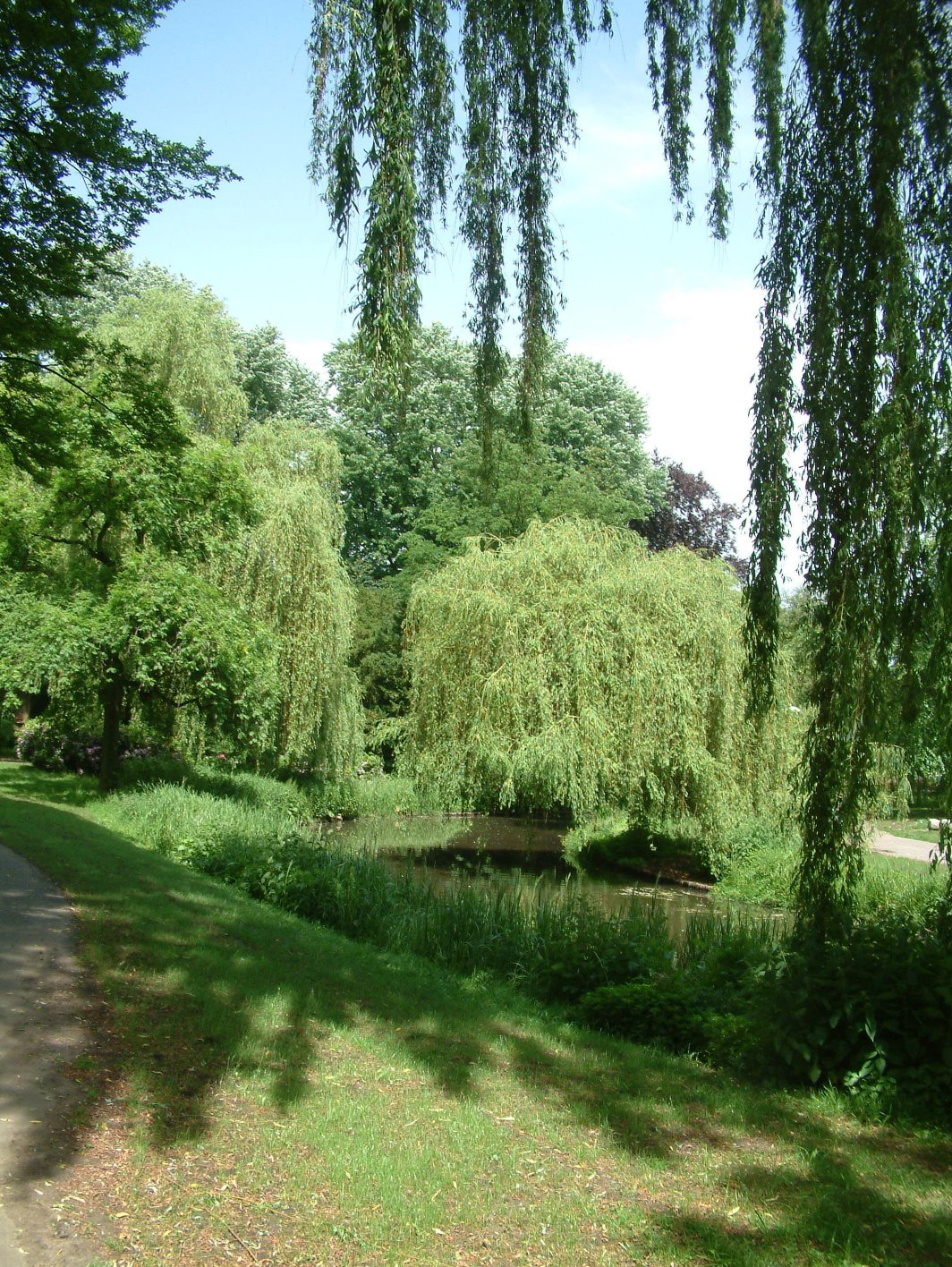
De Dommel stroomt door het plantsoen
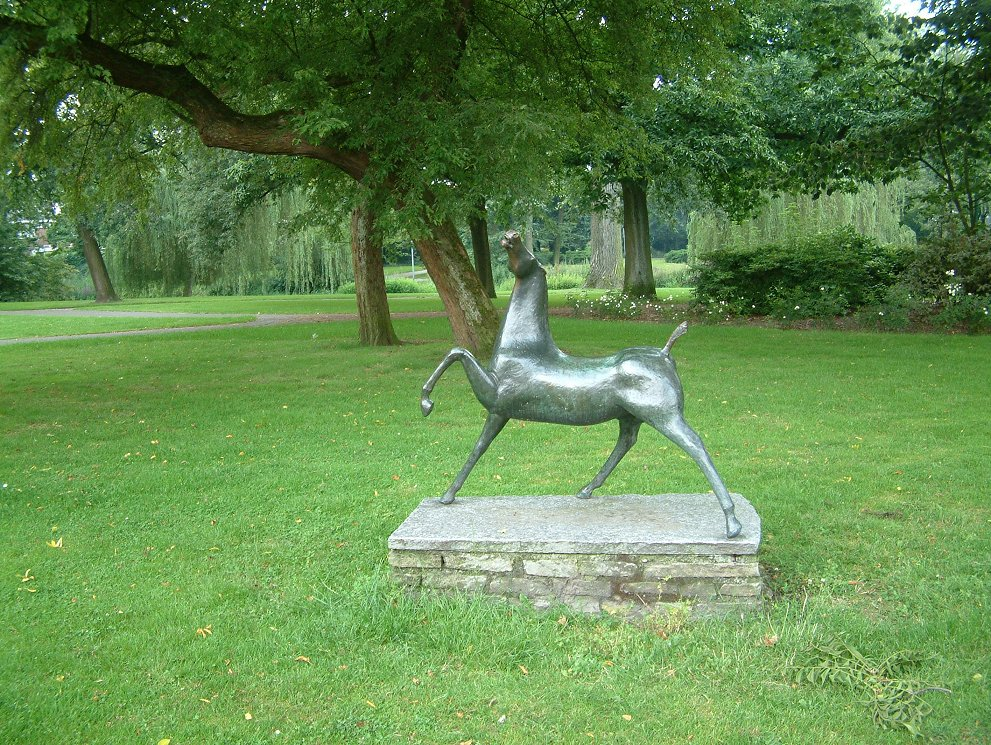
Paard, kunstwerk van Otto Bänninger in het plantsoen, gestolen in 2010
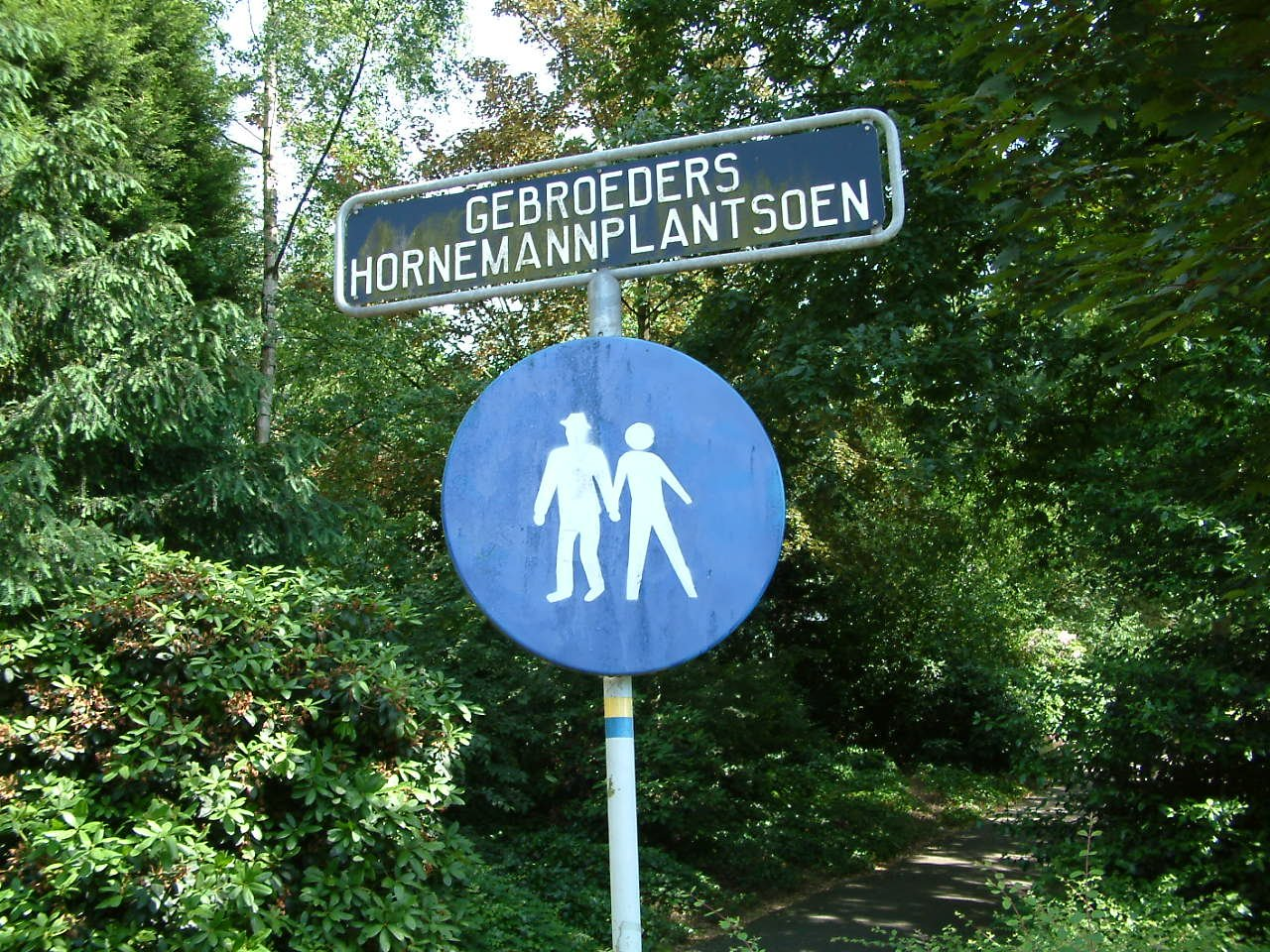
Verkeersbord naast het Anne Frankplantsoen